# 井出竜也
井出 竜也（いで たつや、1971年4月19日 - ）は、山梨県南都留郡河口湖町（現：富士河口湖町）出身の元プロ野球選手（外野手）。右投右打。

## 経歴

### アマチュア時代
河口湖南中学から吉田高校に進み、エースとして3年夏に選手権大会に出場。1回戦では小松島西、2回戦では前田智徳を擁する熊本工をそれぞれ完投で破っている。高校卒業後は社会人野球の日本通運に進み、3年目に外野手へ転向。その1992年には都市対抗野球の初戦で中堅手として先発出場し、先制本塁打を放っている。
1993年は都市対抗野球で準優勝、アジア選手権の日本代表に選ばれ、社会人No.1野手という評価を得て西武、ヤクルト、巨人の3球団を希望し、特に西武とは一時ほぼ合意に達したと見られていた。しかし指名の確約に至らなかったことから2位指名という条件で強く誘ってきた日本ハムを逆指名した。同年のドラフト会議において日本ハムに2位指名され、契約金と年俸それぞれ1億3000万円、1200万円（いずれも推定）で入団契約を結んでいる。背番号は5。

### プロ野球選手時代

#### 日本ハム時代
走力と強肩は入団前からプロでも一線級のレベルにあると言われたが、1年目は一軍出場はできなかった。
2年目の1995年に一軍出場を果たすと、打率.228、9本塁打と不振だったが129試合に出場し中堅手の定位置を確保した。
1996年は初めてシーズン100安打を放ち、打率.254と前年より確実性を見せた。しかし盗塁成功率は前年7割だったのに対してこの年は5割弱に終わった。
1997年はオールスターに初めて選ばれ、第2戦に先発出場している。最終的に打率.284盗塁数も自己最高を記録した。同年はゴールデングラブ賞を初めて受賞した。
1998年は前年の活躍から一転して不振に陥り、100安打未満に終わってしまった。
1999年は出場機会が減り、60試合の出場にとどまった。
2000年4月1日の開幕戦で守備の際にチームメイトと交錯して首の捻挫で1か月半にわたって休んだが、自己最高となる13本塁打、56打点を挙げている。
2001年はパンチ力があって走れる先頭打者として大島康徳監督から期待をかけられたが、開幕直前に持病の腰痛を発症して一軍復帰は4月下旬となった。5月1日の大阪ドームにおける対近鉄6回戦で一番・中堅手として先発出場し、プレイボール直後の髙村祐が投じた初球を本塁打にした。その後両チームとも得点できず、日本ハムがプロ野球史上初の初球本塁打による1-0の勝利を達成している。同年もパンチ力を見せ、11本塁打を放ち、打率も自己最高の.288を記録した。
2002年8月24日の近鉄19回戦では6回に代打で出場し、ジェレミー・パウエルから右前へ安打を放った。これを鷹野史寿が後逸した間に一気に生還し、高沢秀昭以来11年ぶりとなる代打でのランニング本塁打を記録している。同年は打撃不調で規定打席にはわずかに到達しなかったが、2度目のゴールデングラブ賞に選ばれた。オフには700万円減の年俸6100万円（推定）で契約を更改している。
2003年は故障もなくシーズンを迎えたが、新監督のトレイ・ヒルマンからはオープン戦で一度も起用されず開幕から2か月間にわたって二軍生活が続き、処遇に納得できなかったという。結局82試合の出場に終わった。同年オフの12月12日に入来祐作との交換トレードで巨人に移籍。背番号は38に変更となった。

#### 巨人時代
2004年の巨人にはタフィ・ローズや清水隆行、高橋由伸らがいたが、貴重な右打ちの外野手として守備力と長打力を評価され、アテネオリンピックで高橋がチームを離れる際の右翼手としても期待されていた。シーズンに入ると守備要員として起用されたが打撃の方は打率.043と振るわず、41試合の出場に留まり10月7日に戦力外通告を受け、わずか1年で退団した。同年12月9日にダイエーへ移籍し、年俸2200万円（推定）で契約を結んでいる。背番号は54。

#### ソフトバンク時代
移籍1年目の2005年は守備固めや、対左投手の先発としても起用され、77試合に出場した。だが打撃では.182と振るわなかった。
翌2006年は一軍出場無しに終わり、この年のオフに現役引退を表明した。

### 現役引退後
同年10月18日にソフトバンクの二軍外野守備走塁コーチに就任することが発表された。背番号は78。しかし、その1か月後の同年11月26日に五十嵐章人が招聘されて二軍外野守備走塁コーチを務めることが決定したため、一軍外野守備走塁コーチへの昇格が発表された。これに伴い背番号は87に変更された。2013年は三軍外野守備走塁コーチ、2014年からは二軍外野守備走塁コーチを務める。また2016年12月に台湾で行われたアジアウインターベースボールリーグではNPBウエスタン選抜の監督を務め、優勝監督となり胴上げされた。
2023年まで二軍外野守備走塁コーチを務め続け、2024年は一軍外野守備走塁兼作戦コーチを担当した。しかし、8月20日の楽天戦（楽天モバイルパーク宮城）を機に本塁憤死が増え、批判の的となった。体調不良のため8月27日のオリックス戦からベンチを外れ、その後はシーズン終了まで復帰することはなかった。同年の日本シリーズでも出場資格者名簿から外れた。
2025年からは野手コーディネーターに配置転換され、野手育成に専念する。

## エピソード・人物など
- 2001年5月29日の大阪近鉄バファローズ戦（東京ドーム）では、一死一塁の場面で井出の打球をライトの礒部公一がクッションボールの処理に手間取り、その後ホームへの返球をキャッチャー的山哲也が捕れず、一塁走者の小笠原道大がホームイン。更にそのボールをバックアップしたピッチャー髙村祐がサードへ悪送球をしてしまい、その間に井出は一気にホームインした。記録はランニング本塁打にはならなかったが、ワンプレーの間に相手守備が3つも失策を重ねるという珍しいプレーであった。
- タレントの井手らっきょと同音の苗字（漢字は違う）と風貌が似てることかららっきょの愛称で親しまれた。
- 北海道移転に際する新ユニフォーム発表会で移転後のビジターユニフォームを着用したが、その直後に巨人への移籍が決定したため、一度着用しただけで終わった。

## 詳細情報

### 年度別打撃成績
| 年 度      | 球 団        | 試 合 | 打 席 | 打 数 | 得 点 | 安 打 | 二 塁 打 | 三 塁 打 | 本 塁 打 | 塁 打 | 打 点 | 盗 塁 | 盗 塁 死 | 犠 打 | 犠 飛 | 四 球 | 敬 遠 | 死 球 | 三 振 | 併 殺 打 | 打 率 | 出 塁 率 | 長 打 率 | O P S |
| ---------- | ------------ | ----- | ----- | ----- | ----- | ----- | -------- | -------- | -------- | ----- | ----- | ----- | -------- | ----- | ----- | ----- | ----- | ----- | ----- | -------- | ----- | -------- | -------- | ----- |
| 1995       | 日本ハム     | 129   | 475   | 421   | 45    | 96    | 14       | 2        | 9        | 141   | 46    | 12    | 5        | 16    | 4     | 33    | 0     | 1     | 109   | 2        | .228  | .283     | .335     | .618  |
| 1996       | 日本ハム     | 122   | 472   | 414   | 44    | 105   | 13       | 5        | 7        | 149   | 38    | 11    | 10       | 20    | 2     | 34    | 3     | 2     | 85    | 7        | .254  | .312     | .360     | .672  |
| 1997       | 日本ハム     | 135   | 590   | 521   | 75    | 148   | 27       | 5        | 8        | 209   | 45    | 27    | 10       | 5     | 3     | 59    | 1     | 2     | 101   | 12       | .284  | .357     | .401     | .758  |
| 1998       | 日本ハム     | 130   | 334   | 296   | 38    | 64    | 11       | 2        | 6        | 97    | 28    | 10    | 5        | 15    | 3     | 20    | 0     | 0     | 56    | 4        | .216  | .263     | .328     | .591  |
| 1999       | 日本ハム     | 60    | 211   | 179   | 34    | 46    | 8        | 2        | 7        | 79    | 26    | 8     | 2        | 9     | 2     | 21    | 0     | 0     | 27    | 2        | .257  | .332     | .441     | .773  |
| 2000       | 日本ハム     | 103   | 447   | 378   | 71    | 101   | 15       | 6        | 13       | 167   | 56    | 14    | 5        | 15    | 3     | 50    | 2     | 1     | 71    | 7        | .267  | .352     | .442     | .794  |
| 2001       | 日本ハム     | 109   | 488   | 427   | 66    | 123   | 20       | 2        | 11       | 180   | 35    | 14    | 6        | 7     | 5     | 46    | 1     | 3     | 89    | 6        | .288  | .358     | .422     | .780  |
| 2002       | 日本ハム     | 120   | 421   | 376   | 44    | 85    | 22       | 1        | 13       | 148   | 38    | 5     | 3        | 4     | 5     | 30    | 3     | 6     | 94    | 6        | .226  | .290     | .394     | .684  |
| 2003       | 日本ハム     | 82    | 210   | 189   | 26    | 49    | 14       | 0        | 4        | 75    | 20    | 3     | 0        | 0     | 0     | 21    | 1     | 0     | 46    | 1        | .259  | .333     | .397     | .730  |
| 2004       | 巨人         | 41    | 27    | 23    | 3     | 1     | 1        | 0        | 0        | 2     | 0     | 0     | 0        | 0     | 0     | 4     | 0     | 0     | 14    | 1        | .043  | .185     | .087     | .272  |
| 2005       | ソフトバンク | 77    | 63    | 55    | 4     | 10    | 4        | 0        | 1        | 17    | 4     | 1     | 0        | 1     | 0     | 7     | 1     | 0     | 17    | 1        | .182  | .274     | .309     | .583  |
| 通算：11年 | 通算：11年   | 1108  | 3738  | 3279  | 450   | 828   | 149      | 25       | 79       | 1264  | 336   | 105   | 46       | 92    | 27    | 325   | 12    | 15    | 709   | 49       | .253  | .320     | .385     | .705  |

- 各年度の太字はリーグ最高

### 年度別守備成績
| 年 度 | 球 団        | 外野  | 外野  | 外野  | 外野  | 外野  | 外野     |
| 年 度 | 球 団        | 試 合 | 刺 殺 | 補 殺 | 失 策 | 併 殺 | 守 備 率 |
| ----- | ------------ | ----- | ----- | ----- | ----- | ----- | -------- |
| 1995  | 日本ハム     | 129   | 268   | 9     | 3     | 2     | .989     |
| 1996  | 日本ハム     | 120   | 271   | 8     | 1     | 3     | .996     |
| 1997  | 日本ハム     | 135   | 313   | 12    | 3     | 1     | .991     |
| 1998  | 日本ハム     | 121   | 231   | 2     | 4     | 1     | .983     |
| 1999  | 日本ハム     | 56    | 102   | 7     | 1     | 2     | .991     |
| 2000  | 日本ハム     | 103   | 241   | 5     | 3     | 2     | .988     |
| 2001  | 日本ハム     | 103   | 223   | 5     | 0     | 2     | 1.000    |
| 2002  | 日本ハム     | 119   | 248   | 8     | 1     | 3     | .996     |
| 2003  | 日本ハム     | 78    | 97    | 3     | 1     | 2     | .990     |
| 2004  | 巨人         | 29    | 21    | 0     | 1     | 0     | .955     |
| 2005  | ソフトバンク | 17    | 18    | 1     | 0     | 0     | 1.000    |
| 通算  | 通算         | 1010  | 2033  | 60    | 18    | 18    | .991     |

- 太字年はゴールデングラブ賞受賞年

### 表彰
- ゴールデングラブ賞：2回（外野手部門：1997年、2002年）
- JA全農Go・Go賞：1回（強肩賞：2002年9月）

### 記録
初記録
- 初出場・初先発出場：1995年4月1日、対近鉄バファローズ1回戦（藤井寺球場）、「1番・左翼手」で先発出場
- 初安打：1995年4月2日、対近鉄バファローズ2回戦（藤井寺球場）、3回表にデニス・パウエルから右前安打
- 初本塁打・初打点：1995年4月11日、対福岡ダイエーホークス1回戦（東京ドーム）、5回裏に渡辺秀一から
- 初盗塁：1995年4月13日、対福岡ダイエーホークス3回戦（東京ドーム）、3回裏に二盗（投手：吉武真太郎、捕手：吉永幸一郎）

節目の記録
- 1000試合出場：2004年4月22日、対横浜ベイスターズ3回戦（東京ドーム）、8回裏に桑田真澄の代打で出場 ※史上392人目

その他の記録
- 外野手レンジファクター（RF/G）1位：3回（1997年：2.41、2000年：2.39、2002年：2.15）[23]
- オールスターゲーム出場：2回（1997年、2001年）

### 背番号
- 5（1994年 - 2003年）
- 38（2004年）
- 54（2005年 - 2006年）
- 78（2006年）※二軍コーチだった2006年秋のみ[注 4]
- 87（2007年 - 2024年）
- 021（2025年 - ）